# Meyer Prinstein
Meyer Prinstein, auch Myer Prinstein, Geburtsname Mejer Prinsztejn (* 22. Dezember 1878 in Szczuczyn, Kongresspolen, Russisches Kaiserreich; † 10. März 1925 in New York City) war ein polnisch-US-amerikanischer Leichtathlet und mehrfacher Olympiasieger im Weitsprung und Dreisprung.

## Karriere
Prinstein wurde im seinerzeit vom Russischen Kaiserreich okkupierten Teil Polens geboren. Seine jüdischen Eltern emigrierten 1883 mit ihren neun Kindern, von denen Meyer das drittgeborene Kind war, in die USA und ließen sich in Syracuse im Bundesstaat New York nieder. Prinstein besuchte die Syracuse University, wo er ein juristisches Studium absolvierte und sein sportliches Talent entwickelte.
Schon 1898 sprang Prinstein 7,235 m, was seinerzeit die weltweit beste Leistung eines Weitspringers war. Im April 1900 verbesserte er sich auf 7,50 m, was ihn zum Favoriten der Olympischen Spiele im selben Jahr machte.
Bei den Olympischen Spielen 1900 in Paris war Prinstein nach der Weitsprung-Qualifikation mit 7,18 m Erster. Der Endkampf fand jedoch an einem Sonntag statt. Obwohl ihn als Juden es nicht gestört hätte, an einem christlichen Feiertag zu starten, musste er auf das Finale verzichten, da die Methodistische Universität von Syracuse ihm für den Fall eines Starts mit der Exmatrikulation drohte. Sein Landsmann Alvin Kraenzlein hätte als Christ eher Grund gehabt, nicht zu starten, trat jedoch im Finale an und übertraf die Qualifikationsweite von Prinstein um 1 cm, was die Goldmedaille bedeutete. Die Vorkampfweite reichte für Prinstein aber immerhin zum zweiten Platz. Dennoch war er so verärgert, dass er daran gehindert werden musste, Kraenzlein nach dem Wettkampf einen Schlag zu verpassen. Einen Tag später gewann Prinstein die Goldmedaille im Dreisprung und bezwang dabei den Olympiasieger von 1896 James Connolly. Des Weiteren meldete Prinstein sich beim Standhochsprung an, trat jedoch nicht zum Wettkampf an.
Bei den Olympischen Spielen 1904 in St. Louis konnte er den Weitsprung- und den Dreisprungwettbewerb für sich entscheiden. Damit ist er der einzige Athlet der diese beiden Wettbewerbe bei den gleichen Olympischen Spielen gewann. Des Weiteren bewies er seine Vielseitigkeit mit einem fünften Platz beim 60-Meter-Lauf und beim 400-Meter-Lauf. Außerdem nahm er auch an dem 100-Meter-Lauf teil und wurde dort Vierter in seinem Vorlauf.
Bei den Olympischen Zwischenspielen 1906 in Athen gewann er erneut den Weitsprung. Im Dreisprung erreichte er nur den zehnten Platz. Er nahm auch am 100-Meter-Lauf teil, trat im Halbfinale jedoch nicht mehr an.
Prinstein war der erste jüdische Medaillensieger in der Leichtathletik. 1982 wurde er postum in die Hall of Fame des jüdischen Sports (International Jewish Sports Hall of Fame) und 2000 auch in die Hall of Fame der US-Leichtathletik (National Track & Field Hall of Fame) aufgenommen. Nach seiner Leichtathletkarriere wurde Meyer Prinstein Anwalt. Er starb frühzeitig an einem Herzleiden.
(Anmerkung: Das hier genannte Geburts- und Todesjahr gilt allgemein als gesichert. In einigen Veröffentlichungen wird dennoch als Geburtsjahr auch 1880 und als Todesjahr 1928 angegeben.)